# Galea grossa
La galea grossa o galea grossa da merchado era la tipica galea mercantile utilizzata nel Mediterraneo dal Basso Medioevo. Rispetto alla galea sottile usata per la guerra aveva maggiori dimensioni, a scapito delle qualità marinare ma a tutto vantaggio delle capacità mercantili. Si trattava in pratica di un compromesso tra funzione militare e commerciale che rendeva la galea "grossa" particolarmente utile ad un redditizio trasporto delle merci preziose scambiate con l'Oriente (v.si Rotta delle spezie#Venezia e il monopolio europeo). 
La galea grossa era lunga circa 50 m e larga 7, per circa 25 banchi di rematori, con un tonnellaggio di portata lorda di 160 già nel 1350.

## Storia
Nel XIII secolo, l'incredibile sviluppo delle Repubbliche Marinare italiane, sviluppò nuovi natanti dai legni "classici" che ancora solcavano il Mediterraneo: le triremi greco-romane ed i dromoni bizantini. Apparvero allora la galea sottile, destinata alla guerra, e la galea grossa, un vascello ibrido ideato non solo per associare i vantaggi della nave a remi, ma anche quelli della nave da guerra e di quella mercantile.
Un anonimo cronista descrive, a partire dal 1290, la partenza di dieci galee grosse per la Romània (i.e. l'Impero bizantino): «e furono le prime galee grosse che mai fusseno state fatte in Venecia.» Più precisamente, il veneziano Demetrio Nadal è ricordato per aver progettato il prototipo della galea grossa nel 1294, progetto presto modificato seguendo le impostazioni costruttive delle galee delle Fiandre, più voluminose e più adatte allo sviluppo che stava avendo l'artiglieria da fuoco.

## Caratteristiche
La galea grossa, sviluppata a partire dal Duecento, presentava dimensioni molto maggiori rispetto alla galea sottile di vocazione squisitamente bellica (portata 80 t ad inizio Trecento e già oltre le 160 t nel 1350), con la presenza di due alte incastellature a prua e a poppa e di un trinceramento posto a mezzanave per farvi da riparo ai soldati, su modello del dromone bizantino. Le galee grosse erano dotate di due ma più spesso tre alberi a vela, oltre che dei tradizionali remi, utilizzati nella navigazione controvento, in caso di bonaccia o durante i combattimenti. Il sistema di voga, data la particolare pesantezza della nave, rispetto agli altri tipi di galea, era quello "a scaloccio", con cinque vogatori per banco agenti su un unico remo.
I maggiori volumi di stiva rendevano queste galee ideali per le attività mercantili, consentendo tuttavia, grazie alla maggiore manovrabilità e sicurezza offerta dai remi, una maggior capacità difensiva rispetto alle navi tonde a vela, i.e. le cocche, natanti originari del Mar Baltico diffusisi anche nel Mediterraneo al tempo delle Crociate.

Le galee grosse erano quindi destinate principalmente al trasporto di mercanzie di un certo valore e furono utilizzate dalle repubbliche marinare italiane (fond. Venezia e Genova) quale principale elemento delle mude, i convogli navali commerciali organizzati dallo Stato e subappaltati alle compagnie mercantili private, spesso a protezione del nucleo di navi tonde e talvolta con l'aggiunta di un'ulteriore scorta di galee sottili. A titolo di esempio, la muda veneziana "standard" dispiegava 2-5 galee grosse.
In caso di guerra le galee grosse potevano essere schierate anche nelle flotte da guerra, con una funzione di fortezze galleggianti, dotate di bombarde, nel mezzo dello schieramento di galee sottili. Proprio da questa particolare funzione, con il declinare del sistema delle mude (a partire dal XVI secolo), seguito alla crisi dei commerci mediterranei innescata agli inizi del XVI secolo dalla scoperta portoghese delle rotte circumafricane, che rese di fatto obsolete le galee grosse mercantili, venne sviluppato sulla base di questo tipo di navi il modello della galeazza da guerra, in produzione presso l'Arsenale di Venezia già prima del 1550.

### Esplicative
1. ↑  Doumerc 1996, cap. 1 Una gestione innovativa ed efficace.
«Una parte non trascurabile degli scambi veniva infatti affidata alle navi tonde, la cui navigazione a vela consentiva di ridurre gli equipaggi e le relative spese e, d'altra parte, di aumentare il tonnellaggio, che nel secolo XV si aggirava intorno alle 600 botti (= 150 tonnellate). Queste imbarcazioni erano specializzate nei carichi pesanti: derrate alimentari, granaglie, sale, olio, vino, e materie prime come l'allume, il cotone e le ceneri, indispensabili all'industria del sapone e del vetro. Talvolta queste cocche, noleggiate dallo Stato ad armatori privati, effettuavano sotto rigido controllo e a date precise delle spedizioni in Oriente o in Occidente con carichi di cotone, zucchero e uva passa, vini cretesi o anche di quelle spezie che le galere non avevano potuto trasportare per mancanza di spazio (navi "a rata").»

### Bibliografiche
1. 1 2 3  Tenenti 1997.
2. 1 2 3  Doumerc 1996, cap. 1 Una gestione innovativa ed efficace.
3. ↑  Lane 1978, p. 27.
4. ↑   Alberto Tenenti, La formazione dello stato patrizio, in Storia di Venezia, Roma, Istituto dell'Enciclopedia Italiana, 1997.
5. ↑   Graziano Arici, La galea ritrovata, Consorzio Venezia nuova, 2003,  p. 63.
6. ↑  Hocquet 1997, cap. 3 Le vie commerciali e i traffici, par. Il calendario della navigazione.
7. ↑   Pasquale Ventrice, L'Arsenale di Venezia e i cantieri navali della marina, in Il contributo italiano alla storia del Pensiero: Tecnica, Roma, Istituto dell'Enciclopedia Italiana, 2013.